# Toepolev Tu-98
De Toepolev Tu-98 (Russisch: Туполев Ту-98) (NAVO-codenaam: Backfin) was een prototype bommenwerper, ontwikkeld voor de Sovjet-Unie.

## Ontwikkeling
De Tu-98 ontstond uit een programma voor een snelle supersonische bommenwerper ter vervanging van de Toepolev Tu-16. Hij werd aangedreven door twee Ljoelka AL-7 turbojetmotoren, met luchtinlaten hoog aan de zijkant van de romp, boven de vleugelbevestiging. De Tu-98 werd gebouwd in 1955 en vloog voor het eerst in 1956. Hij werd getoond aan een Amerikaanse delegatie op de luchtmachtbasis Koebinka buiten Moskou, in juni 1956. Hij is echter nooit in dienst gekomen en er is slechts één prototype gebouwd.
Het Westen geloofde onterecht dat het toestel (verondersteld werd dat het een Iljoesjin of Yakovlev was) wel degelijk in dienst was, onder de naam Yak-42. Het basisontwerp van de Tu-98 had grote invloed op de Tu-102, wat de basis werd voor de Toepolev Tu-28 'Fidler' onderscheppingsjager.
Bommenwerpers: TB-1 · TB-3 · Tu-2 · Tu-4 · Tu-14 · Tu-16 · Tu-20 · Tu-22 · Tu-22M · Tu-26 · Tu-95 · Tu-126 · Tu-160

Gevechtsvliegtuigen: R-6 · Tu-28 · Tu-128  —  Verkenningsvliegtuigen: Tu-95 · Tu-142

Verkeersvliegtuigen: Tu-104 · Tu-114 · Tu-124 · Tu-134 · Tu-144 · Tu-154 · Tu-204 · Tu-214 · Tu-244 · Tu-334 · Tu-444

Overig/Experimenteel: ANT-1 · ANT-2 · ANT-4 · ANT-7 · ANT-16 · ANT-20 · ANT-58 · ANT-103 · Tu-70 · Tu-72 · Tu-75 · Tu-80 · Tu-85 · Tu-91 · Tu-96 · Tu-98 · Tu-102 · Tu-105 · Tu-107 · Tu-110 · Tu-116 · Tu-119 · Tu-125 · Tu-155 · Tu-156 · Tu-206 · Tu-216